# Salsola foliosa
Salsola foliosa là loài thực vật có hoa thuộc họ Dền. Loài này được (L.) Schrad. ex Schult. miêu tả khoa học đầu tiên năm 1820.